# The Hatchet Man
The Hatchet Man (bra: Vingança de Buda) é um filme pre-Code estadunidense de 1932, do gênero drama criminal, dirigido por William A. Wellman, e estrelado por Edward G. Robinson e Loretta Young. O roteiro de J. Grubb Alexander foi baseado na peça teatral não-produzida "The Honorable Mr. Wong", de David Belasco e Achmed Abdullah. O filme foi lançado na Grã-Bretanha como The Honorable Mr. Wong.
A Warner Bros. comprou os direitos da peça teatral, que retrata a história das guerras de gangues da organização Tong. Feito poucos anos antes da aplicação estrita do Código de Produção, "The Hatchet Man" tem elementos que não seriam permitidos mais tarde, como adultério, narcóticos e um uso bastante gráfico de um machado voador.

## Sinopse
No distrito de Chinatown, de São Francisco, o membro de gangue Wong Low Get (Edward G. Robinson é condenado a matar seu amigo de infância, Sun Yat Ming (J. Carrol Naish). Antes de sua morte, Sun pede que ele cuide de sua filha, Toya San (Loretta Young), e se case com ela quando ela crescer. Quando Wong descobre mais tarde que Toya San está namorando com outro homem, ele tem sua amante banida para o exterior.

## Elenco
Na ordem dos créditos:
- Edward G. Robinson como Wong Low Get
- Loretta Young como Sun Toya San
- Dudley Digges como Nog Hong Fah
- Leslie Fenton como Harry En Hai
- Edmund Breese como Yu Chang
- Tully Marshall como Long Sen Yat
- J. Carrol Naish como Sun Yat Ming
- Charles Middleton como Lip Hop Fat
- E. Alyn Warren como Soo Lat, o sapateiro
- Edward Peil, Sr. como Bing Foo
- Otto Yamaoka como Chung Ho
- Ralph Ince como James "Big Jim" Malone

## Produção
Críticas contemporâneas, incluindo a do The New York Times, cometem o erro de chamar o personagem de J. Carroll Naish de "Sun Yat Sen" em vez de Sun Yat Ming, um deslize provavelmente causado pela familiaridade com o nome do verdadeiro Sun Yat-sen, um  dos grandes líderes da China.
De acordo com o obituário de Naish no The New York Times, esse foi seu primeiro grande filme e o primeiro de seus muitos papéis dialetos, embora ele nunca tenha interpretado sua própria etnia – irlandês.
Ao longo do filme, o diretor musical Leo F. Forbstein usa variações de "Poor Butterfly", uma canção popular lançada em 1916. A canção foi inspirada na trágica ópera "Madama Butterfly", de Giacomo Puccini.
Brian Cady, da Turner Classic Movies, observa: "Como era típico da época, quase nenhum ator asiático aparece no elenco de um filme ambientado completamente entre personagens chineses. Os maquiadores tinham notado que o público era mais propenso a rejeitar atores ocidentais disfarçados de asiáticos se os rostos dos asiáticos reais estivessem próximos. Em vez de lançar o filme com todos os atores asiáticos, o que significaria que não haveria nomes de estrelas conhecidas para atrair o público estadunidense, os estúdios simplesmente eliminaram a maioria dos atores asiáticos do elenco".

## Recepção
Mordaunt Hall, em sua crítica para o The New York Times, descreveu o filme como um "melodrama sombrio ... um conto rápido com um fundo oriental, e uma de suas características particularmente eficazes é a maquiagem dos atores, não tanto do Sr. Robinson, mas dos outros, especialmente Dudley Digges e Loretta Young..."
Leonard Maltin dá ao filme 2.5/4 estrelas, chamando-o de "fascinante história sobre pessoas ocidentais que imitam asiáticos de Chinatown, e as tentativas de Robinson de se americanizar. O melodrama fica potente, uma vez que você ultrapassa a barreira óbvia do elenco caucasiano".

### Bilheteria
De acordo com os registros da Warner Bros., o filme arrecadou US$ 491.000 nacionalmente e US$ 251.000 no exterior, totalizando US$ 742.000 mundialmente.